# Dick's Picks Volume 29
Dick's Picks Volume 29 es el vigesimonoveno álbum en vivo de Dick's Picks, serie  de lanzamientos en vivo de la banda estadounidense Grateful Dead. Fue grabado el 19 de mayo de 1977 en el Fox Theatre, en Atlanta, Georgia y el 21 de mayo de 1977 en el Lakeland Civic Center, en Lakeland, Florida.

## Caveat emptor
Cada volumen de Dick's Picks tiene su propia etiqueta “caveat emptor”, que informa al oyente sobre la calidad del sonido de la grabación. La etiqueta del volumen 29 dice:
“Dick's Picks Vol. 29 fue masterizado a partir de las cintas analógicas originales de ¼, funcionando a 7½ ips. Aunque hemos hecho todo lo posible para hacer que estos CDs suenan exactamente perfectos, permanecen algunas anomalías sónicas muy pequeñas. Sin embargo, escuche atentamente las gemas contenidas aquí.”

## Recepción de la crítica
En una reseña para AllMusic, Lindsay Planer declaró: “Originalmente documentados por Betty Cantor-Jackson [...], Dick's Picks, Vol. 29 es el mejor ejemplo de su trabajo que existe en esta serie de lanzamientos de archivo. Con respecto a esos lados complementarios, bueno, no estropeemos el viaje de nadie. Simplemente date cuenta de que, al igual que con todas las cosas relacionadas con Grateful Dead, los oyentes astutos siempre obtendrán más de lo que esperan”.
John Metzger, crítico de The Music Box, comentó: “En resumen, Dick's Picks, Volume 29 es un paquete épico y monumental que se encuentra entre las mejores salidas de esta serie en rápida expansión. Como tal, hay numerosos aspectos destacados que se encuentran dentro de él. Sin duda, había algo especial en el aire durante mayo de 1977, un mes en el que los jugos creativos de Grateful Dead regresaron con toda su fuerza. El material de ritmo rápido recibió una infusión significativa de energía, pero fueron las baladas las que robaron la mayor parte de la atención”.

## Lista de canciones
Todas las canciones escritas y compuestas por Jerry Garcia y Robert Hunter, excepto donde esta anotado. 
| Disco uno |                   |                                     |          |  |
| N.º       | Título            | Escritor(es)                        | Duración |  |
| 1.        | «Promised Land»   | Chuck Berry                         | 6:14     |  |
| 2.        | «Sugaree»         |                                     | 16:21    |  |
| 3.        | «El Paso»         | Marty Robbins                       | 5:04     |  |
| 4.        | «Peggy-O»         | tradicional, arr. por Grateful Dead | 8:34     |  |
| 5.        | «Looks Like Rain» | John Perry Barlow Bob Weir          | 8:59     |  |
| 6.        | «Row Jimmy»       |                                     | 11:20    |  |
| 7.        | «Passenger»       | Phil Lesh Peter Monk                | 4:00     |  |
| 8.        | «Loser»           |                                     | 8:39     |  |

| Disco dos |                          |                                                      |          |  |
| N.º       | Título                   | Escritor(es)                                         | Duración |  |
| 1.        | «Dancing in the Streets» | Marvin Gaye Ivy Jo Hunter William “Mickey” Stevenson | 13:48    |  |
| 2.        | «Samson and Delilah»     | tradicional, arr. por Weir                           | 8:00     |  |
| 3.        | «Ramble on Rose»         |                                                      | 8:39     |  |
| 4.        | «Estimated Prophet»      | Barlow Weir                                          | 10:10    |  |

| Disco tres |                       |                         |          |  |
| N.º        | Título                | Escritor(es)            | Duración |  |
| 1.         | «Terrapin Station»    |                         | 11:44    |  |
| 2.         | «Playing in the Band» | Mickey Hart Hunter Weir | 11:08    |  |
| 3.         | «Uncle John's Band»   |                         | 11:47    |  |
| 4.         | «Drums»               | Hart Bill Kreutzmann    | 5:28     |  |
| 5.         | «The Wheel»           |                         | 7:25     |  |
| 6.         | «China Doll»          |                         | 7:50     |  |
| 7.         | «Playing in the Band» |                         | 10:34    |  |

| Disco cuatro |                        |                                     |          |  |
| N.º          | Título                 | Escritor(es)                        | Duración |  |
| 1.           | «Bertha»               |                                     | 7:23     |  |
| 2.           | «Me and My Uncle»      | John Phillips                       | 3:52     |  |
| 3.           | «They Love Each Other» |                                     | 8:10     |  |
| 4.           | «Cassidy»              | Barlow Weir                         | 5:22     |  |
| 5.           | «Jack-A-Roe»           | tradicional, arr. por Grateful Dead | 7:00     |  |
| 6.           | «Jack Straw»           | Hunter Weir                         | 6:13     |  |
| 7.           | «Tennessee Jed»        |                                     | 9:42     |  |
| 8.           | «New Minglewood Blues» | tradicional, arr. por Weir          | 5:39     |  |
| 9.           | «Row Jimmy»            |                                     | 11:29    |  |

| Disco cinco |                        |              |          |  |
| N.º         | Título                 | Escritor(es) | Duración |  |
| 1.          | «Passenger»            |              | 4:16     |  |
| 2.          | «Scarlet Begonias»     |              | 11:45    |  |
| 3.          | «Fire on the Mountain» | Hart Hunter  | 12:54    |  |
| 4.          | «Samson and Delilah»   |              | 7:46     |  |
| 5.          | «Brown-Eyed Women»     |              | 5:33     |  |

| Disco seis |                           |                                    |          |  |
| N.º        | Título                    | Escritor(es)                       | Duración |  |
| 1.         | «Estimated Prophet»       |                                    | 11:28    |  |
| 2.         | «He's Gone»               |                                    | 15:36    |  |
| 3.         | «Drums»                   | Hart Kreutzmann                    | 4:10     |  |
| 4.         | «The Other One»           | Kreutzmann Weir                    | 11:40    |  |
| 5.         | «Comes a Time»            |                                    | 11:53    |  |
| 6.         | «St. Stephen»             | Garcia Hunter Lesh                 | 4:37     |  |
| 7.         | «Not Fade Away»           | Charles Hardin Holley Norman Petty | 11:16    |  |
| 8.         | «St. Stephen»             |                                    | 1:46     |  |
| 9.         | «One More Saturday Night» | Weir                               | 5:02     |  |

## Créditos y personal
Créditos adaptados desde el folleto que acompaña al CD.
Grateful Dead
- Jerry Garcia – voz principal y coros, guitarra líder
- Donna Jean Godchaux – coros
- Keith Godchaux – piano
- Mickey Hart – batería
- Bill Kreutzmann – batería
- Phil Lesh – bajo eléctrico, coros
- Bob Weir – guitarra rítmica, coros

Personal técnico
- Betty Cantor-Jackson – grabación
- David Lemieux – archivista
- Jeffrey Norman – masterización
- Eileen Law/Grateful Dead Archives – investigadora de archivo

Diseño
- Robert Minkin – ilustración, diseño de embalaje
- Jim Anderson – fotografía